# Boksee
Boksee település Németországban, Schleswig-Holstein tartományban. Lakosainak száma 475 fő (2023. december 31.).

## Népesség
A település népességének változása:
| Lakosok száma | 376  | 451  | 453  | 454  | 467  | 471  | 475  |
|               | 1975 | 2014 | 2017 | 2019 | 2021 | 2022 | 2023 |